# Teleskop Schmidta-Cassegraina

Bieg światła w teleskopie Schmidta-Cassegraina

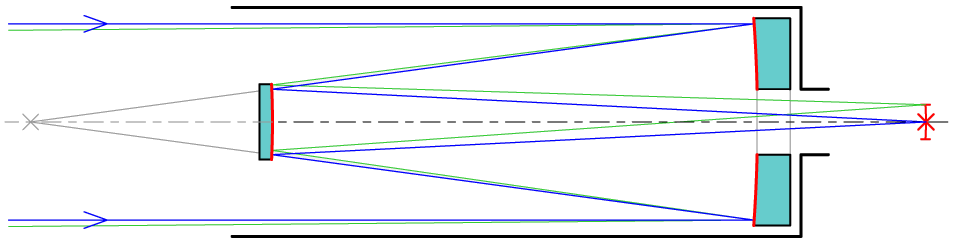
Bieg światła w teleskopie Cassegraina

Teleskop Schmidta-Cassegraina – rodzaj teleskopu zwierciadlano-soczewkowego.
Został wynaleziony w 1940 przez Jamesa Gilberta Bakera i stanowi modyfikację teleskopu Cassegraina, w którym dla skorygowania aberracji sferycznej użyto płyty korekcyjnej wynalezionej w 1931 przez Bernharda Schmidta, optyka estońskiego pochodzenia, pracującego w latach 20. i 30. XX wieku w Hamburgu.